# Rifugi antiaerei nuoresi
I rifugi antiaerei a Nuoro sono stati costruiti tra il 1936 e il 1938 in seguito al regio decreto legge 24 settembre 1936-XV n. 2121 che imponeva l'obbligo di apprestare un rifugio antiaereo in ciascun fabbricato di nuova costruzione, o in corso di costruzione, ad uso di abitazione.
Erano strutture adatte per la protezione della popolazione civile e del personale militare da bombardamenti aerei nemici.
Si estendono tra le vie Lamarmora, Deffenu e Ballero fin sopra il corso Garibaldi e i quartieri di San Pietro e di Sant'Onofrio. Principalmente coprivano tutti gli edifici principali governativi quali Provincia, Comune, Prefettura, Questura, ospedale San Francesco, palazzo delle Finanze, Poste di piazza Crispi e caserma dei carabinieri.
I rifugi furono dotati della luce elettrica e due ambienti riservati ai macchinari per l'impianto di ventilazione e l'impianto antigas. Tra le caratteristiche dell'impianto di ventilazione c'erano le cosiddette “biciclette”, cioè degli elettroventilatori a quattro pedaliere che dovevano produrre un ricircolo forzato dell'aria.
Sebbene Nuoro non sia stata mai bombardata al contrario di altri centri della provincia (Arbatax e Macomer), i rifugi sono stati usati dalla popolazione quando i bombardieri francesi sorvolavano la città. La popolazione veniva avvisata dal suono della sirena antiaerea posta sopra il rione di Santa Croce (all'epoca il punto più alto di Nuoro).
Dopo la fine della guerra, i rifugi sono stati abbandonati e, curiosamente, una parte di essi fu utilizzata da un commerciante del posto per qualche anno allo scopo di edificarvi un negozio di fiori. Oggi le entrate dei rifugi sono state tutte chiuse per motivi di sicurezza, tranne qualche punto di accesso sito in Prefettura e al vecchio ospedale San Francesco che si possono visitare gratuitamente in particolari occasioni.

## Galleria d'immagini

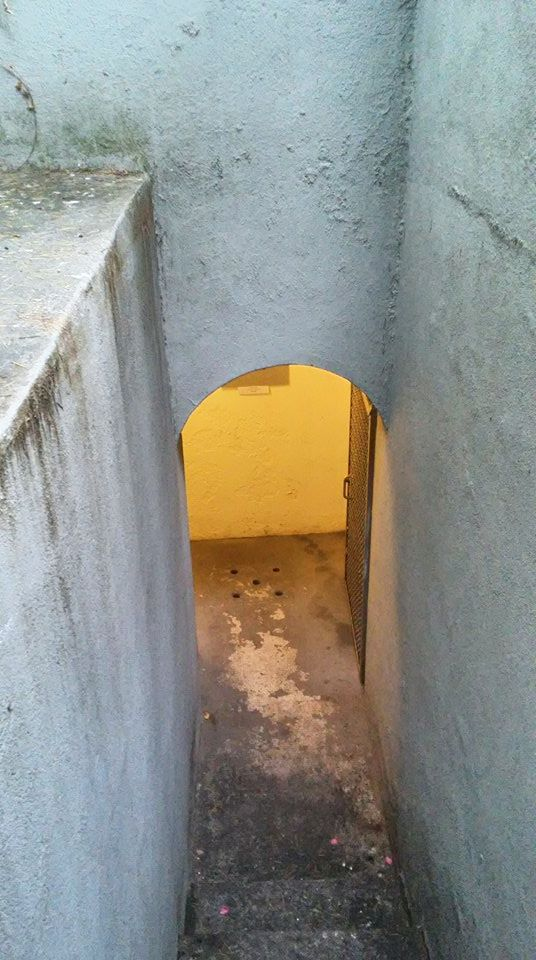
Un'entrata dei rifugi (prefettura)
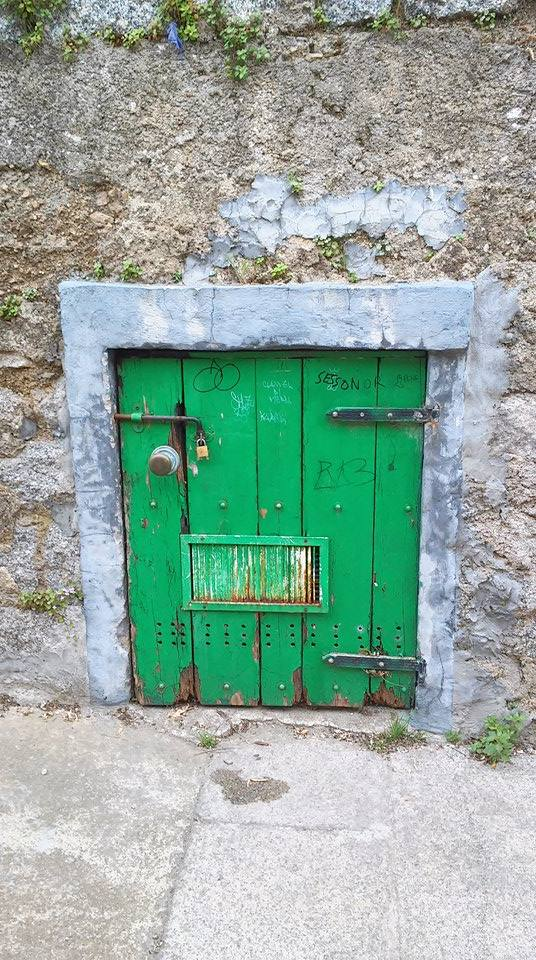
Altra entrata dei rifugi
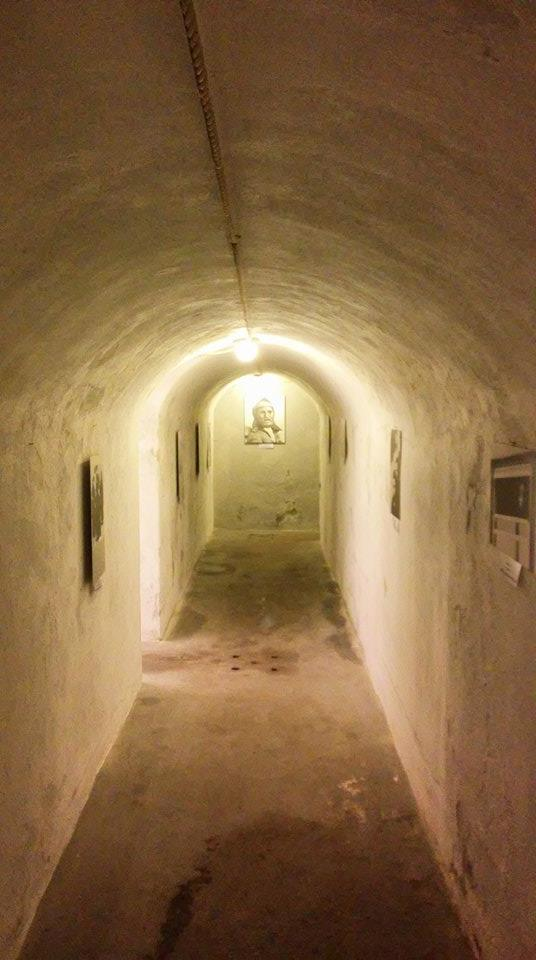
Corridoio
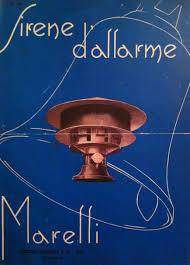
Modello della sirena antiaerea